# Přivýšina
Přivýšina (464 m n. m.) je vrch v okrese Jičín Královéhradeckého kraje, v CHKO Český ráj. Leží asi 4 km severozápadně od Jičína. Vrch se nalézá na katastrálních územích místní části Prachov a obce Holín. Je to nejvyšší bod Prachovské pahorkatiny.

## Popis vrchu

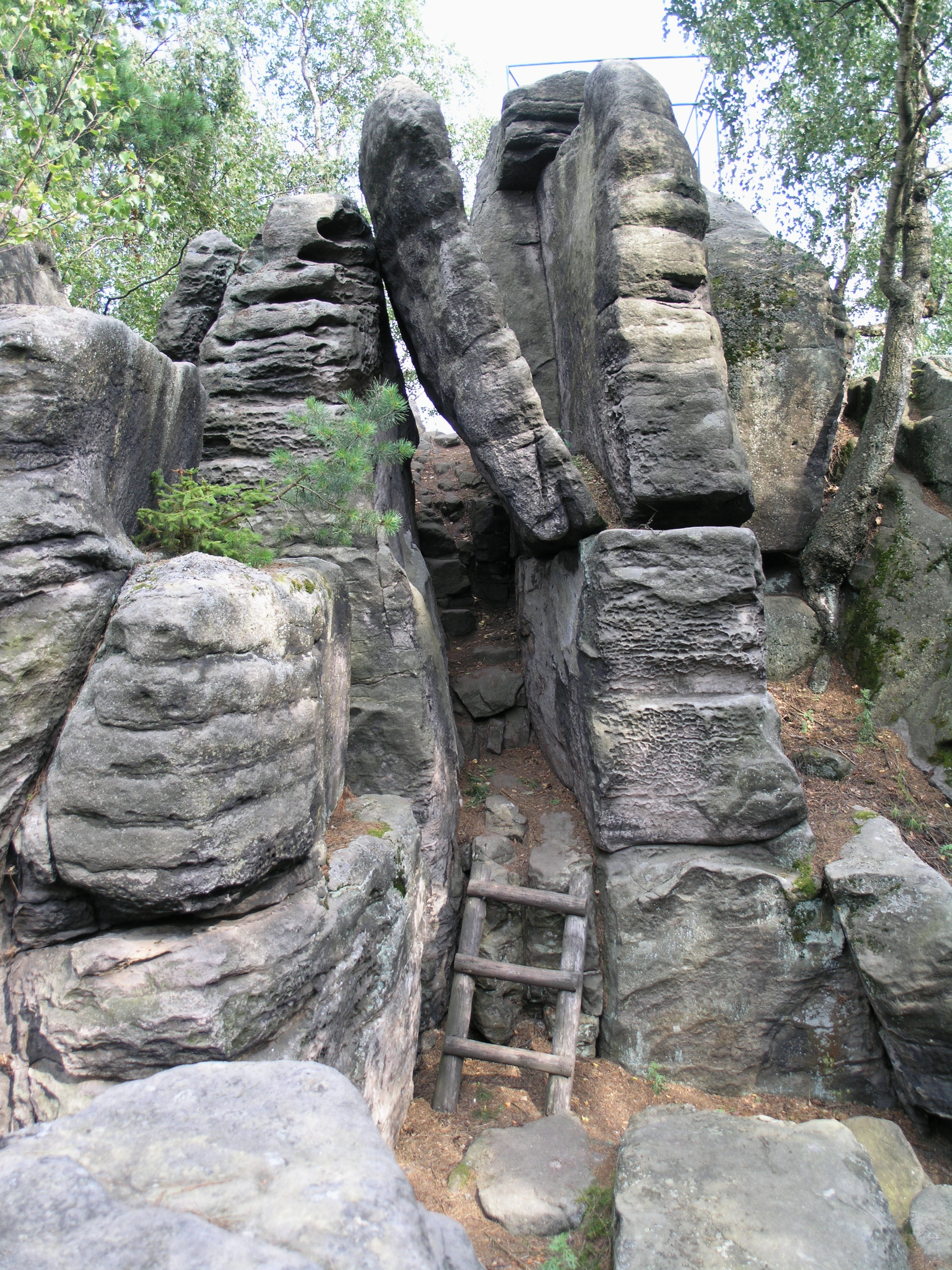
Skalní městečko na Přivýšině

Na vrcholu Přivýšiny se nachází skalní Vyhlídka Václava Čtvrtka, ze které je výhled směrem na jih, na Veliš, Zebín, Jičín a Jičínskou kotlinu. Na východní straně je vidět vrch Brada a na západně Prachov.
Na západě za sedlem u Prachova Přivýšina navazuje na ploché vrchy Malá (449 m) a Velká Svinčice (448 m n. m.) a Prachovské skály, na východě bezprostředně sousedí s vrchem Brada (438 m n. m.). Tyto prvky tvoří Přivýšinský hřbet (zvaný též Prachovský hřeben), táhnoucí se stejně jako samotná Přivýšina v orientaci zhruba západ–východ.

## Geomorfologické zařazení
Vrch náleží do celku Jičínská pahorkatina, podcelku Turnovská pahorkatina, okrsku Vyskeřská vrchovina, podokrsku Prachovská pahorkatina a části Přivýšinský hřbet.

## Přístup
Pěšky po modré turistické značce Jičín – Brada – Prachov, po žluté značce od Jinolických rybníků ze severu nebo z Holína z jihu. Obě značky se na dvou stranách kopce potkávají na lesních rozcestích na úpatí Přivýšiny, a ty propojuje zelená  trojúhelníková značka vedoucí přes vrchol Přivýšiny. Autem se lze dostat ze silnice Jičín - Turnov do vsi Brada, odsud již pěšky asi 700 metrů na vrchol.